# Nematolebias papilliferus
Nematolebias papilliferus är en fiskart som beskrevs av Costa 2002. Nematolebias papilliferus ingår i släktet Nematolebias och familjen Rivulidae. Inga underarter finns listade i Catalogue of Life.